# 蓋瑞·普萊爾
蓋瑞·普萊爾（英語：Gary Player，1935年11月1日—），南非職業高爾夫球手，在他職業生涯中累積了9次大滿貫賽事冠軍、6次PGA長青巡回賽冠軍和3次英国常青公开赛冠軍。他在29歲時贏得1965年美國高爾夫公開賽，成為首位非美國籍球手贏盡四大賽的冠軍，亦是歷史上第三位大滿貫冠軍（排在本·霍根及吉恩·萨拉森之後），及後於1974年入選世界高爾夫名人堂。普萊爾亦是一個出名的高爾夫球場設計師，總共設計了325個項目，而且遍佈五大洲。